# VR46レーシングチーム
VR46レーシングチーム (VR46 Racing Team) は、ロードレース世界選手権のMotoGPクラスに参戦するレーシングチーム。イタリアの元MotoGPライダー、バレンティーノ・ロッシにより設立された。現在はプルタミナ・エンデューロ・VR46レーシングチームの名前で参戦中である。

## 歴史
2014年にバレンティーノ・ロッシがMoto3クラス出場のために設立したチームである。スカイ・VR46レーシングチームのチーム名で参戦し、ロマーノ・フェナティとフランチェスコ・バニャイアが加入した。2021年シーズンにエスポンソラマ・レーシングと提携して参戦したのを最後にMoto3クラスは撤退状態となっている。
MotoGPクラスからは2022年に参戦。ロッシの弟のルカ・マリーニとマルコ・ベツェッキを迎え、ドゥカティのセミワークスチームとして活動を始める。

## 戦績
| 年     | エントリー名                                 | 車両                                                            | タイヤ | ライダー                                                                                      | ランキング | ポイント | 優勝数 |
| ------ | -------------------------------------------- | --------------------------------------------------------------- | ------ | --------------------------------------------------------------------------------------------- | ---------- | -------- | ------ |
| 2022年 | ムーニー・VR46レーシングチーム               | ドゥカティ・デスモセディチ GP21 ドゥカティ・デスモセディチ GP22 | M      | ルカ・マリーニ マルコ・ベッツェッキ                                                           | 8位        | 231      | 0      |
| 2023年 | ムーニー・VR46レーシングチーム               | ドゥカティ・デスモセディチ GP22                                 | M      | ルカ・マリーニ マルコ・ベッツェッキ                                                           | 3位        | 531      | 3      |
| 2024年 | プルタミナ・エンドューロVR46レーシングチーム | ドゥカティ・デスモセディチ GP23                                 | M      | ファビオ・ディ・ジャンナントニオ アンドレア・イアンノーネ ミケーレ・ピロ マルコ・ベッツェッキ | 5位        | 318      | 0      |